# Beatrice Warde
Beatrice Warde (geboren 20. September 1900 in New York City, USA, gestorben 16. September 1969 in Epsom, Surrey, England, geborene Beatrice Becker) war eine amerikanische Typografin und Autorin.

## Leben und Wirken
Beatrice Warde wurde in New York als einzige Tochter von May Lamberton Becker, einer Journalistin des New York Herald Tribune, und Gustave Becker, Komponist und Lehrer, geboren. Warde entdeckte früh ihr Interesse an der Kalligrafie, vertiefte es während ihrer Studienzeit am Barnard College an der Columbia University und erweiterte es anschließend durch ihre Arbeit als Assistentin in der Bibliothek der American Type Founders Company von 1921–1925 um die Bereiche Schrift- und Druckgeschichte.
1925 wanderte sie gemeinsam mit ihrem Mann, dem Schriftgestalter Frederic Warde nach Europa aus, wo sie für die zu dieser Zeit von Stanley Morison (Gestalter der Schrift ›Times‹) herausgegebene, renommierte Fachzeitschrift The Fleuron schrieb. 1926 wurden dort die Ergebnisse aus Wardes Forschungen zur Entstehung der Schriften Claude Garamonds, die, wie sie herausfand, teils nicht ihm, sondern Jean Jannon zuzuschreiben sind, veröffentlicht. Sie publizierte diesen wie auch andere Artikel unter dem Pseudonym Paul Beaujon. Als Gründe für ihren Entschluss nannte sie die Tatsache, dass ihr Mann ebenfalls über Typografie schreibe und es besser sei, wenn nicht zwei Wardes zum gleichen Thema schrieben, und ihr Mädchenname sei in der Literatur durch ihre Mutter besetzt. Zudem hätte niemand zu dieser Zeit akzeptieren können, dass »a woman could know anything about printing, typography, and such-like.«
Als ihrem Alter Ego Beaujon aufgrund dieses und anderer Artikel 1927 eine Stelle als Redakteur beim Monotype Recorder angeboten wurde, trat Beatrice Warde die Stelle an, was zunächst Verwunderung auslöste, doch sie wurde bereits 1929 zur Werbeleiterin befördert – eine Stelle, die sie bis zu ihrer Pensionierung 1960 behielt. Ihre Einstellung kommentierte sie mit den Worten: »They had never hired a woman in their place above the rank of secretary and had no idea how to deal with ›her‹. But I got […] the job with use of a secretary and part of a desk.« Diese und weitere Aussagen illustrieren, dass sie sich trotz des Respekts, der ihr für ihre fachlichen wie persönlichen Qualitäten entgegengebracht wurde, stets als Außenseiterin in einer von Männern dominierten Welt betrachtete.
Lehre und Vorträge waren ein wichtiger Teil ihres Lebens und ihrer Arbeit. Ihre theoretischen Darlegungen machten sie bekannter als ihre Gestaltung. Sie selbst schätzte die verbale Kommunikation als ihre größte Stärke ein: »What I’m really good at is standing up in front of an audience with no preparation at all and then for 50 minutes refusing to let them even wriggle an ankle.« Warde war bis in die 1960er Jahre erfolgreich für die Außenkommunikation von Monotype Imaging verantwortlich: »Beatrice Warde had the popular touch (as Morison hardly had) and was able to make links with the world of printing education and the trade at large.«

## Rezeption
Heute ist sie als ›First Lady of Typography‹ bekannt, da sie zu den wenigen Frauen zählt, die sich vor dem Computerzeitalter einen Namen in der Typografie machten. Warde war auch die erste Frau, die 1928 – sie war noch keine 30 Jahre alt – vor der British Printing Society sprach. Sie trug dabei ein schwarzes Chiffonkleid mit einer großen Orchidee; nach eigener Aussage, um ihre Zuhörer ein wenig zu schockieren. In die Designgeschichte eingeschrieben hat sich ihre Meinung über Typografie, die insbesondere in ihrem bis heute einflussreichen Essay ›The Crystal Goblet‹ zum Ausdruck kommt: Sie glaubte an die Fähigkeit der klassischen Typografie, Ideen zu kommunizieren und sogar die Freiheit zu verteidigen (die moderne Typografie lehnte sie als selbstreferenziell ab). Dazu müsse die Typografie allerdings »kristallklar« sein, was auch Ornamentfreiheit meint, in erster Linie jedoch muss nach Wardes Auffassung der Künstler darauf verzichten, seine Persönlichkeit und deren Ausdruck über die Textaussage zu stellen. Der Aufsatz basiert auf einer Rede, die sie vor der International Society of Typographic Designers in London hielt.

## Werke
Neben ihrem bekanntesten Essay ›The Crystal Goblet‹ hat Beatrice Warde zahlreiche andere Texte, zum Teil unter dem Namen Paul Beaujon, veröffentlicht:
- Beaujon, Paul: The Garamond Type, Sixteenth and Seventeenth Century Sources Considered. In: The Fleuron, 1926.[4]
- Warde, Beatrice: Type faces, old and new. In: The Library, September 1, 1935, S. 4–XVI (2): 121–143. TYPE FACES, OLD AND NEW. ISSN 0024-2160.
- An American in England (Pen name of Warde), Enjoying England: A book about an enchanted Island, published by the LNER, 1931
- Ibbett, William J.: Preface. One Hundred Facets of Winter and Spring. Paul, Beaujon. Shaftesbury at the High House Press 1931.
- Beaujon, Paul: Peace under the Earth: dialogues from the year 1946 recorded by Paul Beaujon. London: Megaw 1938.
- Warde, Beatrice: „Books as Ammunition“. Wilson Library Bulletin, Oktober 1943.
- Warde, Beatrice: „Whither British Typography?“. Printing Review, Sommer 1945.
- Jacob, H. ed., Beatrice Warde, The Crystal Goblet: Sixteen Essays on Typography, Sylvan Press, London, 1955.
- Warde, Beatrice: I Am a Communicator – A Selection of Writings and Talks by Beatrice Warde, herausgegeben von The Monotype Recorder. Monotype Corporation 1970.
- Steinberg, S.H.: Foreword. In: Five Hundred Years of Printing. Warde, Beatrice. Mineola: Dover Publications 2017. S. 7–10. ISBN 978-1-884718-19-9.